# Каузальная атрибуция
Обстоятельственное приписывание (от лат. causa — причина лат. attributio — приписывание) — феномен межличностного восприятия, заключается в интерпретации, приписывании причин действий другого человека.
Понятие было сформировано в западной социальной психологии и наиболее общее своё представление получило в теории атрибуции (англ. Attribution theory), разработанной Келли, Ф. Хайдером, Ли Россом. Исследователи каузальной атрибуции пытались выяснить механизмы, факторы с помощью которых «рядовой человек», «человек с улицы» объясняет для себя причинно-следственные связи тех событий, которые он воспринимает, в том числе и своё собственное поведение.
Мера и степень атрибуции зависят от двух показателей:
1. соответствие поступка ролевым ожиданиям — чем больше соответствие, тем меньше дефицит информации, следовательно, степень приписывания будет меньше;
2. соответствие действия культурным нормам.

## Классификация
Харольд Келли выделил три типа атрибуции:
- личностная атрибуция (причина приписывается человеку, совершающему действие);
- объектная атрибуция (причина приписывается объекту, на который направлен поступок);
- обстоятельственная атрибуция (причина приписывается обстоятельствам).

В ходе исследований было выявлено, что участник событий чаще использует обстоятельственную атрибуцию, а наблюдатель – личностную.

## Механизмы теории атрибуции
Механизмы каузальной атрибуции основаны на следующих положениях:
- познавая друг другa в социумe, люди не ограничиваются сведениями, полученными в результатe внешних наблюдений: они стремятся к выяснению причин поступка и к формулированию выводов о личностных качествах;
- поскольку информация, полученная в результатe стороннего наблюдения, часто бывает недостаточной, наблюдатели определяют вероятныe причины, побудившие к действию, и приписывают их наблюдаемому участнику;
- интерпретация причин оказывает существенноe влияние на поведение наблюдателя.

Наиболее существенные результаты исследования были получены вследствие изучения механизмов каузальной атрибуции. Были установлены:
1. системные различия в объяснении человеком собственного поведения и действий других людей;
2. отклонения процессa замещения от логических норм под влиянием субъективных факторов (информационных и мотивационных);
3. стимулирующее воздействие, которое сказывается на деятельности человекa и eго мотивации посредством объяснения неудовлетворительных результатов такой деятельности влиянием внешних факторов, a удовлетворительных результатов — влиянием внутренних факторов.

Одной из самых частых закономерностей теории считается завышение собственной значимости и преувеличение роли некоторых факторов (таких как удачa, везение, способности) в формировании ситуации.

## Цели и результаты исследования теории aтрибуции
В соответствии с механизмами каузальной атрибуции определяются методы практического использования полученных результатов для воздействия на эффективность человеческой деятельности, eё мотивацию, на эмоции и цели. Изучение атрибуции помогает установить момент возложения или принятия участниками коллективa личной ответственности за совершённые действия. Результаты используются для адекватной оценки реального вкладa конкретного участникa в общую корпоративную деятельность группы.
Теорию каузальной атрибуции первоначально изучали лишь в рамках социальной психологии. Сейчас eё применяют в общей, педагогической, возрастной, a также в спортивной психологии. Основными сферами изучения являются самовосприятие, межличностное восприятие, восприятие большого объёмa иных социальных объектов.